# Kalmar läns musikstiftelse
Kalmar läns musikstiftelse (som logotyp Länsmusiken – Kalmar läns musikstiftelse) stiftades 1988 av landstinget i Kalmar län. Stiftelsen huvudsakliga uppgifter är att producera konserter åt skolor, föreningar och företag i Kalmar län. Utöver detta stödjer man också lokala arrangörer med bland annat marknadsföring och arrangerar de lokala tävlingarna i Imagine. Länsmusiken är också delaktiga i Songlines. Sedan 2011 driver man projektet Talentcoach som riktar sig till barn och unga i åldrarna 13–30 som vill satsa på en karriär som musiker.
Kalmar läns musikstiftelse är även huvudman för kammarorkestern Camerata Nordica (tidigare Oskarshamnsensemblen).